# Estación de Montpellier Saint-Roch
Saint-Roch es la estación de tren de la SNCF de Montpellier, Francia. La estación es conocida como la Gare de Montpellier, pero desde marzo de 2005 adoptó el nombre de Saint Roch, un nativo de la ciudad nacido en el siglo XIV. Se sitúa en la Plaza Auguste Gilbert.
Montpellier Saint-Roch es uno de los principales intercambiadores de transporte del Languedoc-Roussillon porque además de trenes tiene una estación de autobuses y una estación de tranvía. La estación está situada en la línea Aviñón-Perpiñán entre Nîmes y Sète.

## Historia

### La primera estación: la línea de Sète
La primera estación de Montpellier fue construida como terminal de la línea de Montpellier a Sète. En los años 1830, tras el fracaso de las compañías de Garnier y de Mellet y Henry la concesión de la línea fue acordada con un grupo empresarial dirigido por Thomas Brunton, administrador de las fundiciones y forjas de Alès. Así la Sociedad Anónima Compañía de Ferrocarril de Montpellier a Sète fue fundada en junio de 1838 y las obras fueron llevadas a cabo entre octubre de 1837 y enero de 1839. Así, una vez acabada podía llegarse al Puerto de Sète en 50 min en vez de 3 h.
En Montpellier estaba la estación situada a la altura del 28 de la calle Grand-Saint-Jean, a unos 300 m al oeste de la actual. La presencia de la estación impulsa el desarrollo del barrio de Faubourg de la Saunerie.

### La segunda estación: la línea de Nimes
A principios de los años 1840, la concesión de una línea entre Nimes y Montpellier fue acordada a Paulin Talabot, administrador de las fundiciones y forjas de Alès y futuro fundador de la Compañía de Ferrocarriles de París-Lyon-Mediterráneo]]. La idea de los promotores de la línea era crear una nueva vía comercial en Languedoc que uniese en la vecina provincia de Gard las minas de carbón de La Grand-Combe, Nimes y el puerto fluvial de Beaucaire en el río Ródano.
En el sector de Montpellier, el ingeniero Charles Didion preparó el trazado, que se convirtió en un tema de debate entre dos grupos diferentes de propietarios de la ciudad. Cada uno de esos grupos quería que la estación se construyese en sus terrenos para beneficiarse de las construcciones y urbaniazación en torno a la nueva estación.
La travesía de la Explanada determinó la posición final y actual de la estación. La explanada y el Campo de Marte de Montpellier forman un vasto espacio llano entre la ciudad vieja (Écusson) y la ciudadela ocupada por los militares, que ocupaba igualmente el terreno del polígono sureste de la ciudad. Para conservar un trazado lo más recto posible, Didion proponía una travesía en diagonal de la Explanada y una estación ubicada en los terrenos de Monsieur Boussairolles, cerca de la Plaza de la Comedia. Los militarse se oponían exigiendo el paso atrincherado de la vía al pie de la ciudadela, lo que crea dos curvas marcadas y fuerza a instalar la estación más al sur, en los terrenos agrícolas de Henri René. Didión aceptó el segundo trazado a condición de que el proyecto de urbanización fuese ambicioso.
Los viajes inaugurales por parte de los Consejos Generales de Gard y Hérault tuvieron lugar en mayo y agosto de 1844 para poner en servicio la línea y estación el 9 de enero de 1845, siendo necesaria una hora y media para llegar a Nimes.
Construida en 1844, la estación está dotada de una fachada neoclásica con columnas al estilo griego. La Plaza del Embarcadero, frente a la estación, recibió un monumento central en 1858 rebautizándose como Square Planchon en 1910. Una marquesina de hierro cubre las vías y dos puentes fueron construidos en los extremos, el Puente de Sète al sur y el de Lattes al norte que permiten que los trenes y el tráfico rodado no se interfieran.
El Clos René, propiedad de Henri René, fue urbanizado rápidamente. El lado sudeste de la estación, hasta entonces terreno agrícola, empieza a estar densamente poblado. En 1878, en el barrio de la estación, antiguo terreno de la orden franciscana, construye una iglesia en honor a San Francisco (Saint-François) que se amplió en 1910. Hacia el noroeste, la calle de la República fue excavada entre 1843 y 1846 para unir la estación con los bulevares occidentales del Écusson.

### Una sola estación de viajeros en 1852
En 1852, Paulin Talabot vuelve a comprar la compañía propietaria de la línea Montpellier-Sète en un contexto de competencia con la Compañía de Ferrocarriles del Mediodía (Midi), concesionaria de la línea Burdeos-Sète y que había proyectado en vano una línea Sète-Marsella por el litoral.
En 1857, durante el mandato del alcalde Jules Pagézy, la estación es unida directamente a la Plaza de la Comedia perforando la parte alta de la C/ Maguelone.

### Evolución de la estación
En varias ocasiones la estación y su fachada han sufrido obras de ampliación para adaptarse al tráfico de viajeros. Dos ampliaciones importantes tuvieron lugar entre 1868 y 1871 y en 1905. Las primeras obras incluían la construcción de un reloj en el ático del edificio.
Para la mejora de los servicios se ejecutaron obras de construcción de pasadizos subterráneos que comunicasen los andenes entre sí sin cruzar las vías. A principios de los años 1930 se arreglaron los puentes renovando los cambios de agujas. En noviembre de 1937 se derribó la marquesina metálica.
El 5 de julio de 1944, durante la Segunda Guerra Mundial, la estación y los alrededores sufrieron un bombardeo aéreo que afectó a dos convoyes militares, uno de soldados alemanes y otro de municiones y combustible. La estación y sus vías son así escenario de un duro combate durante la liberación en agosto de 1944, ya que la resistencia quería evitar la evacuación de soldados y material de guerra alemán.
En 1947, la electrificación de la red ferroviaria implicó la colocación de catenarias sobre las vías de la estación. En los años 1950 los edificios dedicados al transporte de mercancías son desplazados más allá del Puente de Sète para permitir la reforma de la C/Jules Ferry construyendo una terminal de autobuses con aparcamiento.

### Revolución de los años 1970 y 1980

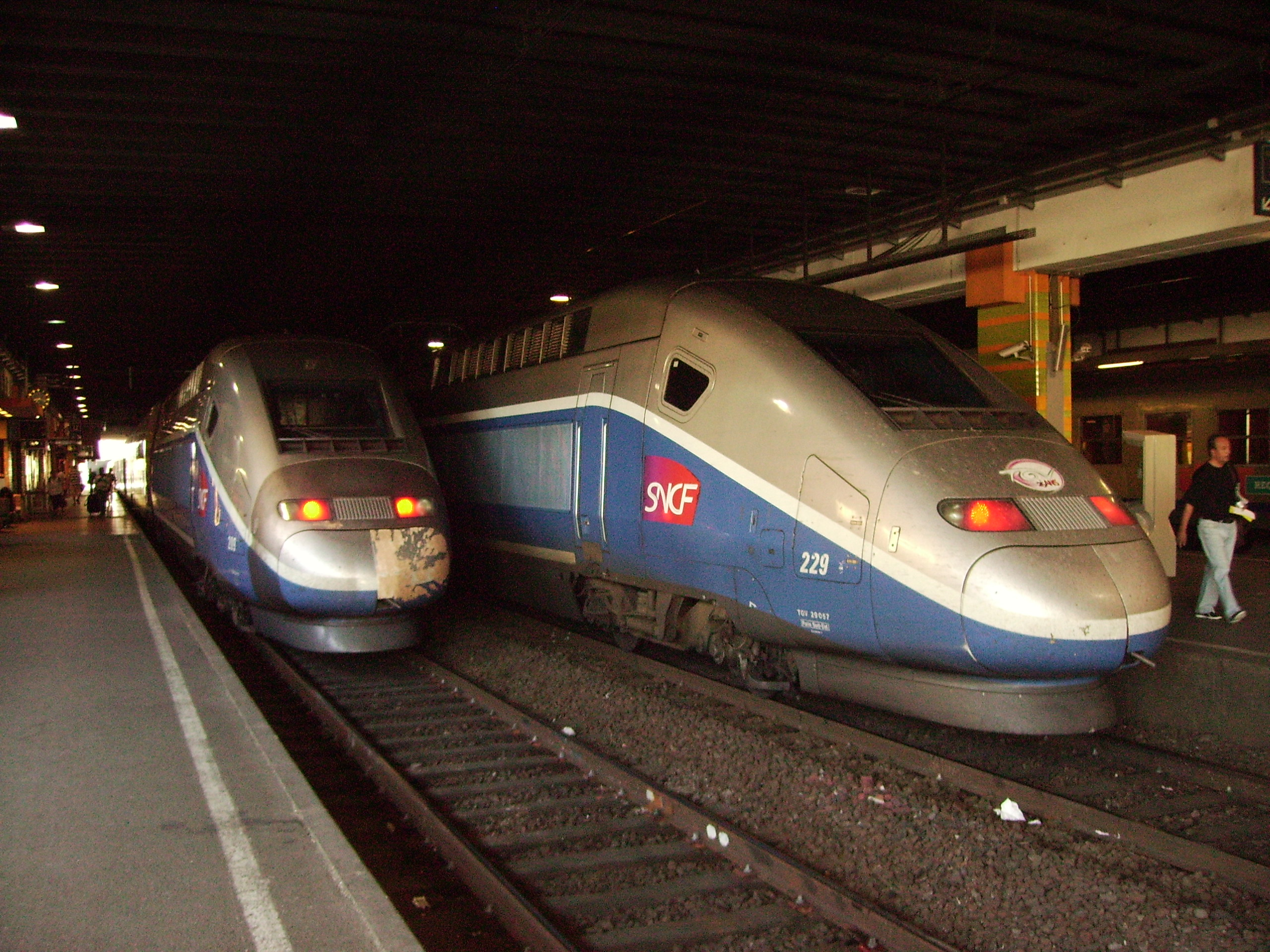
Dos trenes TGV en la estación de Montpellier bajo la cubierta construida en los años 80

El último tren tirado por una locomotora de vapor pasó por Montpellier el 28 de agosto de 1973. Los años 70 implicaron una nueva reforma, la construcción de una cubierta parcial de las vías del lado del Puente de Sète. Desde 1977 la estación de autobuses es desplazada y los autobuses suburbanos del distrito de Montpellier, los autocares provinciales y las líneas internacionales fijaron allí sus terminales y paradas hasta julio de 2000.
Al aproximarse la llegada del TGV, las obras tomaron importantes proporciones en 1980. Salvo la fachada, que está declarada monumento histórico, el interior fue destruido y reconstruido como se puede ver hoy día. Así la planta a nivel de calle pasa de 200 à 430 m². Una cubierta de 900 m² acoge un primer piso desde el cual los viajeros pueden descender a las los andenes, nuevos accesos que complementan los subterráneos de 1924.
La nueva estación, puesta en servicio el 27 de septiembre de 1981, fue oficialmente inaugurada por el alcalde de Montpellier, Georges Frêche, el 21 de mayo de 1982 y en 1983 el TGV llega desde Paris-Gare de Lyon en 4:30 h que disminuyeron a 3:30 con la apertura de la LGV Méditerranée en 2001.
En julio de 2000, la puesta en servicio de la primera línea de tranvía de Montpellier que da servicio a la estación implica una reorganización de las líneas de autobús y la estación de autobuses que había bajo la cubierta de la estación de ferrocarril se muda a un terreno de la Sernam en el lado sur del Puente de Sète. La superficie que ocupaba se transforma en aparcamiento de corta duración para los que acompañan a los viajeros. Por otra parte, la construcción de la línea 2 de tranvía entre 2004 y 2006 implicó la destrucción del aparcamiento de varias plantas que había hasta entonces.
El 31 de marzo de 2005, la estación fue rebautizada como Saint-Roch, de manera que los billetes indican desde entonces Montpellier Saint-Roch.

### Proyectos
El antiguo alcalde de Montpellier, Georges Frêche, proyectaba para 2010 la urbanización de un nuevo barrio denominado Nouveau Saint-Roch, en terrenos antes ocupados por la SNCF entre el Puente de Sète y la antigua vía de servicio local convertida en una vía para automóviles. En este proyecto se agrandaría la estación mediante una fachada de vidrio que se extiende de la Plaza Auguste Gilbert al Puente de Sète.
Se planteó la posibilidad de construir una estación de alta velocidad al sureste de la ciudad, pero el proyecto de la LGV Languedoc-Roussillon no prevé ya esta estación.

## Situación de la estación

### En la red ferroviaria nacional
Está situada en la línea Aviñón-Perpiñán entre Nimes y Sète. Es una de las estaciones más importantes del Languedoc-Rosellón.

### Dentro de la ciudad
Su fachada del siglo XIX está orientada hacia el centro de la ciudad al norte. La estación está situada en cruce de tres calles principales para acceder al centro:
- Al norte la C/Maguelone conduce a la Plaza de la Comedia y las calles comerciales de Écusson, la ciudad vieja de Montpellier.
- Al oeste, la C/Républica conduce a los bulevares que rodean la ciudad vieja de Montpellieer (Écusson).
- Al este, la C/Jules Ferry y el Puente de Lattes conducen hacia el sur y las estaciones balneario del litoral. Un carril bus convertido en plataforma de tranvía, la C/Henri Frenay, conduce directamente al nuevo barrio de Antígona.

Las paradas de los distintos modos de transporte público colectivo frente a la estación (Square Planchon, C/République, C/Maguelone y C/Jules Ferry) han convertido Saint-Roch en el centro de la red de transporte público de la ciudad y la aglomeración. El desplazamiento de las cabeceras de autobuses hacia la periferia con la apertura de la primera línea de tranvía en julio de 2000 provocó el descontento de los usuarios por el alejamiento de la estación.

## Servicios ferroviarios

### Grandes líneas/largo recorrido
Desde la apertura de la LGV Méditerranée en 2001 llega a esta ciudad el tren de alta velocidad, si bien está fuera del tramo de alta velocidad propiamente dicho. Además pasan por la estación trenes de largo recorrido clásicos (Corail) y trenes internacionales.
| Tren               | <<                 | >>              | paradas intermedias | observaciones                                                                                                |
| ------------------ | ------------------ | --------------- | --- | --- |
| TGV                | Paris-Gare de Lyon | terminal        | Valence TGV · Nîmes | vía LGV Méditerranée, LGV Rhône-Alpes y LGV Sud-Est                                                          |
| TGV                | Paris-Gare de Lyon | Perpiñán        | Valence TGV · Nîmes / Sète · Béziers · Narbona | vía LGV Méditerranée, LGV Rhône-Alpes y LGV Sud-Est                                                          |
| TGV                | Bruselas           | Perpiñán        | Lille-Europe · Haute Picardie TGV · Aéroport Charles de Gaulle 2 TGV · Marne la Vallée-Chessy · Lyon-Part Dieu · Valence TGV · Nîmes / Sète · Béziers · Narbona | vía LGV Méditerranée, LGV Rhône-Alpes, LGV Sud-Est, LGV Interconnexion Est y LGV Nord                        |
| TGV                | Marsella           | Burdeos         | Aix-en-Provence TGV · Aviñón TGV · Nîmes / Béziers · Narbona · Carcasona · Toulouse · Montauban · Agen | vía LGV Méditerranée                                                                                         |
| Intercités         | Niza               | Burdeos         | Antibes · Cannes · Saint-Raphaël · Les Arcs-Draguignan · Tolón · Marsella · Miramas · Arlés · Nîmes / Sète · Adge · Béziers · Narbona · Carcasona · Toulouse · Montauban · Agen · Marmande · Langon | |
| Intercités         | Paris-Bercy        | Cerbère/Portbou | Melun · Montereau · Sens · Laroche-Migennes · Montbard · Dijon · Chalon-sur-Saône · Mâcon-Ville · Lyon-Part Dieu · Valence Ville · Montélimar · Orange · Avignon Centre · Nîmes / Sète · Adge · Béziers · Narbona · Perpiñán | |
| Intercités         | Metz               | Cerbère/Portbou | Estrasburgo · Colmar · Mulhouse · Belfort · Montbéliard · Besançon · Lons-le-Saunier · Bourg-en-Bresse · Lyon-Part Dieu · Valence Ville · Montélimar · Orange · Avignon Centre · Nîmes / Sète · Adge · Béziers · Narbona · Perpiñán | |
| Intercités         | Nantes             | Niza            | La Roche-sur-Yon · La Rochelle · Burdeos · Toulouse · Carcasona · Narbona · Béziers / Nîmes · Arlés · Miramas · Marsella · Tolón · Les Arcs-Draguignan · Saint-Raphaël · Cannes · Antibes | |
| Intercités         | Burdeos            | Niza            | Marmande · Agen · Montauban · Toulouse · Carcasona · Narbona · Béziers · Sète / Nîmes · Arlés · Miramas · Marsella · Tolón · Les Arcs-Draguignan · Saint-Raphaël · Cannes · Antibes | |
| Intercités         | Cerbère/Portbou    | Niza            | Perpiñán · Narbona · Béziers · Sète / Nîmes · Arlés · Miramas · Marsella · Tolón · Les Arcs-Draguignan · Saint-Raphaël · Cannes · Antibes | |
| Talgo Mare Nostrum | terminal           | Cartagena       | Béziers · Narbona · Perpiñán · Cerbère · Portbou · Figueras · Gerona · Barcelona-Sants · Tarragona · Salou · Cambrils · L'Aldea-Amposta-Tortosa · Vinaroz · Benicarló-Peñíscola · Benicasim · Castellón de la Plana · Valencia-Norte · Játiva · Villena · Elda-Petrer · Alicante-Terminal · Elche Parque · Orihuela · Murcia del Carmen · Balsicas-Mar Menor · Torre-Pacheco | en el viaje de ida procede de Lorca-Sutullena, ya que el procedente de Cartagena se dirige a Barcelona-Sants |

### Regionales/cercanías: TER Languedoc-Rosellón
Por esta estación pasan trenes TER con destino Perpiñán, Carcasona, Nimes o Aviñón entre otros destinos. La red TER Languedoc-Rosellón se monta en parte con la red de la región vecina (Provenza-Alpes-Costa Azul).
No existe núcleo de cercanías definido, ya que lo único que se asemeja a tal en la red de la SNCF son el RER de París y el Transilien, de forma que los mismos trenes regionales TER actúan como trenes de cercanías.